# Billy Gardell
William Gardell, detto Billy (Pittsburgh, 20 agosto 1969), è un attore e comico statunitense, noto per il ruolo di Mike Biggs nella serie televisiva della CBS Mike & Molly.

## Biografia
Nato in Pennsylvania ma cresciuto in Florida, Gardell inizia a lavorare come stand-up comedian negli anni ottanta. A partire dagli anni duemila, Gardell ottiene una discreta popolarità prendendo parte ad alcune note serie televisive come Giudice Amy, Prima o poi divorzio! e My Name Is Earl. Nel 2010 viene scelto insieme a Melissa McCarthy come protagonista della serie Mike & Molly, nella quale interpreta un poliziotto sovrappeso che si innamora di una maestra elementare affetta dallo stesso problema. È sposato dal 2001 con Patty Knight, dalla quale ha avuto un figlio chiamato William.

## Filmografia

### Attore

#### Cinema
- Avenging Angelo, regia di Martyn Burke (2002)
- Babbo bastardo (Bad Santa), regia di Terry Zwigoff (2003)
- Room 6, regia di Michael Hurst (2006)
- Tu, io e Dupree (You, Me and Dupree), regia di Anthony e Joe Russo (2006)
- Dragon Wars, regia di Hyung-Rae Shim (2007)
- The Deported, regia di Lance Kawas (2009)
- Jersey Boys, regia di Clint Eastwood (2014)

#### Televisione
- The King of Queens – serie TV (2000)
- Giudice Amy (Judging Amy) – serie TV (2000)
- Gary the Rat – voce (2000)
- F.B.I. Protezione famiglia (Cover Me: Based on the True Life of an FBI Family) – serie TV (2001)
- It's Like, You Know... – serie TV (2001)
- Prima o poi divorzio! (Yes, Dear) – serie TV (2001-2006)
- Lucky – serie TV (2003)
- Detective Monk (Monk) – serie TV (2003)
- The Practice - Professione avvocati (The Practice) – serie TV (2004)
- Give Me Five – serie TV (2004)
- CSI - Scena del crimine (CSI: Crime Scene Investigation) – serie TV (2005)
- Heist – serie TV (2006)
- Las Vegas – serie TV (2006)
- My Name Is Earl – serie TV (2007-2009)
- Desperate Housewives – serie TV (2008)
- Burning Hollywood – serie TV (2009)
- Bones – serie TV (2009)
- Mike & Molly – serie TV, 127 episodi (2010-2016)
- Sullivan & Son – serie TV, 3 episodi (2012-2014)
- Young Sheldon – serie TV (2018-2024)
- Bob Hearts Abishola – serie TV (2019-2024)

### Doppiatore

#### Cinema
- The Electric State, regia di Anthony e Joe Russo (2025)

#### Serie animate
- I Griffin (Family Guy) (2012)
- Phineas e Ferb – serie animata (2013)

## Doppiatori italiani
Nelle versioni in italiano delle opere in cui ha recitato, Billy Gardell è stato doppiato da:
- Roberto Stocchi in My Name Is Earl, Mike & Molly, Jersey Boys, New Girl, C'era una volta a Los Angeles, Bob hearts Abishola
- Luigi Ferraro in Prima o poi divorzio!, Detective Monk
- Emidio La Vella in CSI - Scena del crimine
- Roberto Gammino in Dragon Wars
- Gianluca Machelli in Young Sheldon

Da doppiatore è sostituito da:
- Pietro Biondi in Gary the Rat
- Roberto Stocchi ne I Griffin
- Dario Penne ne L'era Natale